# 대논쟁 (천문학)

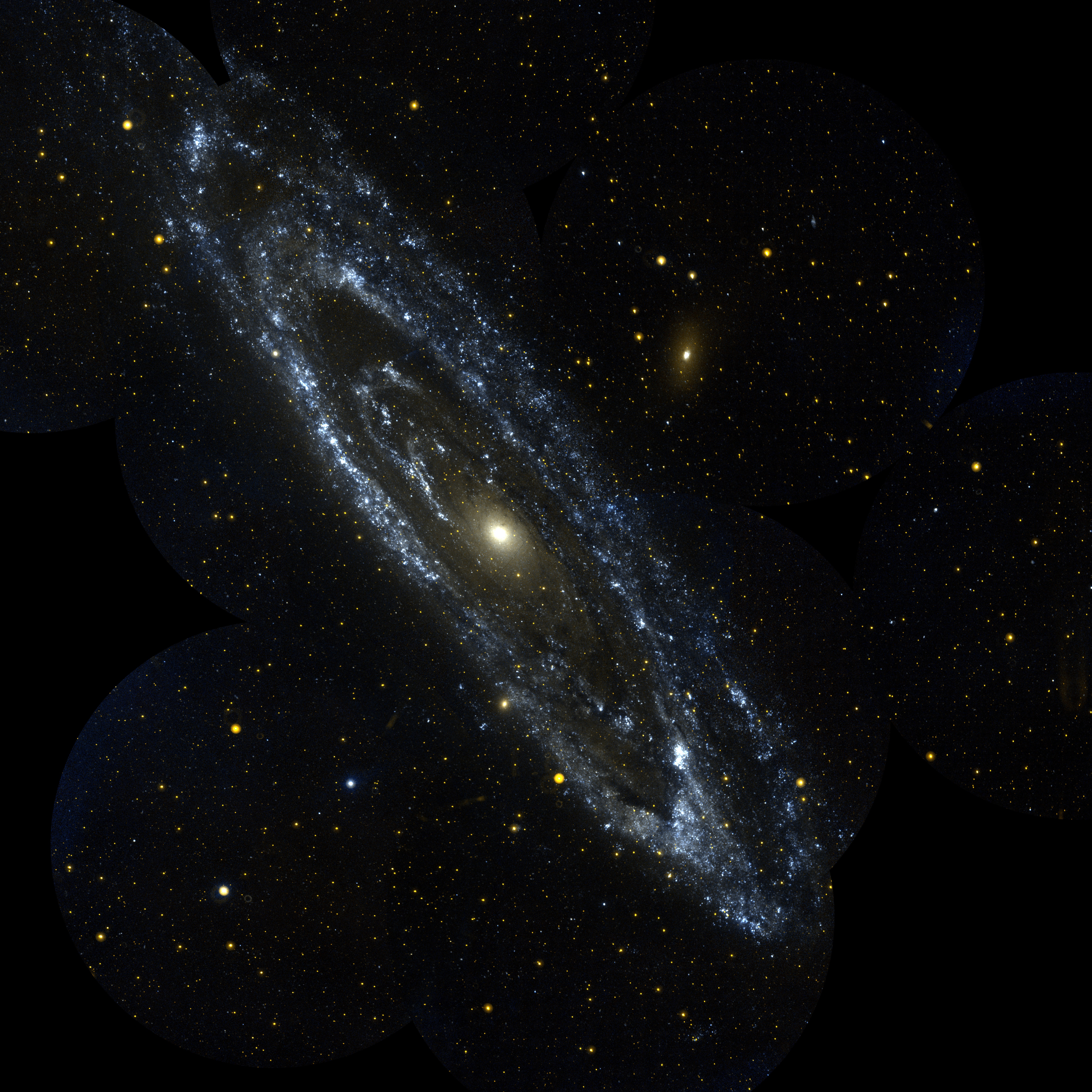
자외선으로 촬영한 안드로메다 은하(허블 촬영)

천문학에서 대논쟁 또는 섀플리 - 커티스 논쟁은 나선 성운의 본질과 우주의 크기에 관한 할로 섀플리와 히버 커티스 사이의 유명한 논쟁을 일컫는다. 기본적인 논점은 과연 이 성운들이 크기가 작고 우리은하 내에 위치해 있는지, 아니면 성운들이 다른 은하들인가 하는 것이였다. 이 대논쟁은 1920년 4월 26일에  스미소니언 자연사 박물관의 베어드 강당에서 열렸다. 두 천문학자는 낮에는 "우주의 규모"에 대해서 각자 저술한 논문을 발표하고, 그 날 저녁에는 합동 토론회에 참가했다. 이 때 발표된 논문들은 상대방 주장에 대한 반론도 포함하여 미국국립연구협의회보 1921년 5월호에 정식으로 출판되었다.
섀플리는 우리은하(은하수)가 우주 전체라고 보았으며, 나선성운의 하나인 안드로메다는 단순히 우리은하의 일부라고 믿었다. 그는 만약 안드로메다 은하가 우리은하 내에 있지 않으면, 그 상대적인 크기로 보았을 때, 안드로메다 은하까지의 거리는 (당시 지식으로는 거의 모든 천문학자들이 받아들일 수 없었던) 약 108 광년 정도가 될 것이기 때문에 이는 불가능하다는 논리를 폈다.
아드리안 판 마넌도 섀플리의 주장을 뒷받침하는 관측 결과를 내놓았다. 마넌은 당시에 꽤 존경받는 천문학자였는데, 그는 바람개비 은하의 회전을 관측할 수 있었다고 주장했다.
만약 바람개비 은하가 실제로 아주 멀리 떨어져 있는 별개의 은하이고, 그 움직임을 지구에 몇 년내에 관측할 수 있을 정도라면, 실제 별들의 공전속도는 빛의 속도보다 커야 되는데, 이는 "어떤 물체도 빛보다 빠르게 운동할 수 없다"는 물리법칙을 위배하는 것이 되기 때문이다.
섀플리가 자신의 주장을 뒷받침하기 위해 제시한 또 다른 관측결과는 안드로메다 은하에서 발견된 새로운 종류의 신성이었다. 이 신성은 심지어 자신이 속해있는 안드로메다 은하 자체보다 밝아졌었는데, 만약 안드로메다 은하가 커티스의 주장대로 우리은하 밖에 아주 멀리 있다면 이 신성이 내는 에너지는 (당시로서는 상상조차 할 수 없을 만큼) 너무 큰 값을 가지게 되므로, 안드로메다 은하는 우리은하내에 있어야 한다는 주장을 폈다.
반면에 커티스는 안드로메다와 나선성운들은 우리은하밖에 존재하는 다른 은하, 소위 '섬우주(Island universe)'라고 주장했다. 이 '섬우주'라는 표현은 역시 같은 생각을 가지고 있었던 철학자 이마누엘 칸트가 만들어낸 용어이다.
우선 커티스는 안드로메다에 있는 신성들의 수가 우리은하내의 신성들보다 많다는 것을 제시했다. 이로부터 그는 안드로메다가 우리은하의 작은 부분에 불과하다면 어떻게 그 작은 부분에 들어있는 신성들이 전체보다 많을 수 있느냐고 반문을 할 수 있었다. 따라서 이는 안드로메다가 다른 나이와 다른 신성 발생빈도를 가진 별개의 은하임을 증명한다고 주장했다. 그는 또 이 나선성운들에서는 우리은하 자체에서나 볼 수 있는 먼지띠가 존재하고, 또한 상당히 큰 도플러 효과가 관측되었다는 사실을 제시했다. 하지만 커티스는 만약 반 마넨의 바람개비 은하의 공전속도 관측이 앞으로 계속 옳은 것으로 판명된다면, 자신의 주장이 틀리며, 이는 나선성운들이 우리은하내에 존재한다는 것을 가장 확실히 증명하게 될 것이라고 인정하였다.

## 토론 후
나중에 마넌의 관측은 틀렸던 것으로 밝혀졌다. 실제로 인간의 수명 안에 바람개비 은하의 회전을 관측할 수 없다.
에드윈 허블의 연구 덕분에, 현재는 이 나선성운들이 수십 - 수백억개씩 존재하는 외부은하들 중 하나에 불과하는 것이 알려졌다. 따라서 이 대논쟁에서 커티스가 좀 더 사실에 가까운 주장을 했던 셈이 된다. 또한, 섀플리가 언급한 신성은 실제로 은하보다 많은 에너지를 순간적으로 낼 수 있는 초신성이었다. 한편 다른 결과들에 대해서는 섀플리와 커티스 어느 누구도 정확하지는 않았음이 밝혀졌다. 실제 우리은하의 크기는 두 사람의 제안한 값들 사이에 있으며, 태양계는 커티스의 주장과는 달리 우리은하의 중심에 위치하지 않고, 섀플리의 주장처럼 바깥쪽에 위치한다.